# Jeon Ji-yoon
Jeon Ji-yoon (Hangul: 전지윤; n. 15 octombrie 1990) este o cântăreață și dansatoare sud-coreeană.

## Discografie

### Duete și solo-uri
| An   | Titlu                              | Cântec                         | Durație | Artist                                 |
| ---- | ---------------------------------- | ------------------------------ | ------- | -------------------------------------- |
| 2009 | Look At Me                         | "Look At Me"                   | 03:50   | Duet cu Woo Yi Kyung                   |
| 2010 | H-Logic                            | "Bring It Back"                | 03:15   | Duet cu Hyori & Bekah                  |
| 2011 | MBC My Princess                    | "Oasis"                        | 02:46   | Solo                                   |
| 2011 | Bubble Pop!                        | "Downtown"                     | 03:24   | Duet cu Hyuna                          |
| 2012 | Ottogi                             | "Ottogi"                       | 03:13   | Duet cu Sol Bi                         |
| 2012 | Ottogi                             | "Ottogi" (Latin House Ver.)    | 04:06   | Duet cu Sol Bi                         |
| 2012 | My Love By My Side                 | "Between Love and Friendship"  | 04:09   | Solo                                   |
| 2013 | Love For Ten - Generation of Youth | "Only You"                     | 03:03   | Duet cu Jihyun                         |
| 2014 | Soulmate                           | "Soulmate                      | 03:35   | Duet cu DickPunks                      |
| 2014 | Moonlight Silla" (Rock Ver.)       | "Moonlight Silla" (Rock Ver.)" | 03:11   | cu Youngji, Jieun, DickPunks și Soyeon |